# Gambler (сингл Monsta X)
«Gambler» — сингл южнокорейского хип-хоп бой-бэнда Monsta X из альбома One of a Kind. Он был выпущен 1 июня 2021 года на лейблах Starship Entertainment и Kakao M.

## Выпуск и продвижение
В мае 2021 года о грядущем возвращении группы впервые сообщил лейбл группы Starship Entertainment . 13 мая опубликован трек-лист к новому мини-альбому, где был показан «Gambler» первым треком в списке композиций. Уже 27 мая на официальном YouTube-канале бой-бэнда опубликовали первый тизер к музыкальному видеоклипу, а 30 мая второй. После выхода, Monsta X начал продвигаться с треком по корейским музыкальным шоу, но не одержал победу с треком. Также, в продвижении не участвовал лидер группы Шону из-за проблем со здоровьем. «Gambler» был включён в сет-лист американского тура группы «No Limit Tour» в 2022 году. Также в конце 2022 года, группа выступила с песней на южнокорейской церемонии вручения наград MBC Entertainment Awards.

## Видеоклип
1 июня, в день выпуска альбома One of a Kind была опубликована экранизация в виде клипа на песню. По сюжету, группа планирует ограбление магазина. Они готовятся к нему, и закладывают бомбу в магазине из которого они хотят украсть драгоценный камень у покупателя. В конце клипа, ограбление успешно состоялось, и участники группы переодетые в одежду спецслужб уходят с места событий. Через пять дней после выхода клипа, у него получилось набрать 22 миллиона просмотров на YouTube. У видеоклипа получилось попасть в еженедельный чарт YouTube Music в Южной Корее на 24-е место.

## Написание
«Gambler» написан и спродюсирован рэпером из группы Ли Джухоном. Это первая заглавная композиция, написанная им. В её написании также участвовал с Ye-Yo!, Laser, Джуён. Свою рэп-партию написал Им Чангюн. Джухон назвал «Gamber» — самой сложной песней, которую он создавал когда-либо. При её написании, продюсер старался, чтобы она стала «„мощной“ песней», которая позволила бы группе «продемонстрировать тот же уровень энергии, что и более молодые k-pop исполнители». Он также рассказал про то что, испытывает чувство «извинения» перед участниками группы, которые могли пострадать из-за «мощной хореографии», но и отметил это правильным решением, потому что это сделало «уникальный цвет и стиль Monsta X». Чангюн упомянул, что в его партии должна была быть строчка: «Hot as fuck» (с англ. — «Горяч, черт возьми»). Но лейбл Starship Entertainment запретил ему использовать обсценную лексику, поэтому, он её изменил на «Hot as °F». Заменив мат на температуру по Фаренгейту.

## Жанр и тематика композиции
Жанрами «Gambler» является EDM, R&B. И сочетает в себе танцевальный бит с электронными влияниями дополненными элементам рока. Песня начинается со слов Джухона: «If you don’t know, now you know/ Okay? Deal!». Перед припевом, который поют три вокалиста в группе Минхёк, Гихён и Шону сопровождается «мощными» синтезаторами, а сам припев исполнен низкими и «хриплыми» голосами Чангюна и Хёнвона. В интервью Grammy I.M рассказал, что Джухон черпал вдохновение из сериалов про Джеймса Бонда и Агентов 007, и включил идею, что людям «нужно рисковать, при принятии важных решений». Сам продюсер добавил, что рисковать «нужно во всём» и всегда приходится выбирать.

## Приём

### Коммерческий успех
«Gambler» дебютировала на пятом месте американского чарта Billboard World Digital Song Sales. Также она дебютировала в ежедневном южнокорейском чарте Circle Digtal Chart на 118 месте.

### Реакция критиков
Критики положительно оценили композицию. Руби С из британского журнала NME в своей рецензии на мини-альбом One of a Kind положительно оценил песню, написав: «напоминает культовую песню Aerosmith „Walk This Way“», что делает ее «идеальной минусовкой для высокооктанового фильма об ограблениях». Этот же рецензент поместил композицию на 9-е место в списке «Каждая песня Monsta X ранжирована в порядке возрастания», и добавил, что Джухон смог «раскрыть своего внутреннего Майкла Джексона». Дивьянша Донгре из индийского подразделения Rolling Stone написала, что трек «демонстрирует опыт группы в сочетании EDM и привлекательного вокала». Рецензенты добавляли «Gambler» в список лучших треков года. Так, Тейлор Глэсби из Dazed добавил композицию в список «Лучшие k-pop треки 2021 года» на 7-е место и назвал песню «новым зверем в дискографии». Кристал Белл из издания Paper тоже добавила песню в рейтинг лучших корейских треков 2021 года и написала: «немногие группы научились владеть своей сексуальной привлекательностью так, как Monsta X».

## Список композиций
| №                   | Название            | Текст песни                                      | Музыка                       | Длительность |
| ------------------- | ------------------- | ------------------------------------------------ | ---------------------------- | ------------ |
| 1.                  | «Gambler»           | Ли Джухон, Ye-Yo!, I.M, Laser, Хван Ю-бин, Джуён | Джухон, Ye-Yo!, Laser, Джуён | 3:33         |
| Общая длительность: | Общая длительность: | Общая длительность:                              | Общая длительность:          | 3:33         |